# Giovanni Michelotti
Pour les articles homonymes, voir Giovanni Michelotti (homonymie) et Michelotti.
Giovanni Michelotti est un naturaliste italien, né en 1812 et mort en 1898.

## Biographie
Giovanni Michelotti séjourne durant plusieurs années dans la région des Caraïbes et fait paraître des publications sur les éponges avec Édouard Placide Duchassaing de Fontbressin (1819-1873).

## Sources
- (en) Bemon